# Kula (indiskt uttryck)
Kula, hindi för "familj, släkt", är en indisk beteckning för den snävare avgränsade släktgemenskap, liknande den västerländska, som sedan i sin tur ingår i gotra och/eller vansha. 